# Jacques Dixmier
Jacques Dixmier (26 mei 1924) is een Frans wiskundige. 
Hij werkte op het gebied van de operator-algebra's en schreef daar een aantal standaard-tekstboeken over. Hij introduceerde het Dixmier-spoor. Hij promoveerde in 1949 aan de Universiteit van Parijs. Een van zijn studenten was Alain Connes. 
Dixmier is inmiddels 101 jaar.

## Publicaties
- (en)  J. Dixmier, Les C*-algèbres et leurs représentations (C*-algebras), Gauthier-Villars, 1969, Uit het Frans in het Engels vertaald door Francis Jellett.
- Dixmier, Jacques, Enveloping algebras. Revised reprint of the 1977 translation. Graduate Studies in Mathematics, 11. American Mathematical Society, Providence, RI, 1996. xx+379 pp. ISBN 0-8218-0560-6
- (en)  J. Dixmier, Les algèbres d'opérateurs dans l'espace hilbertien: algèbres de von Neumann (von Neumann-algebras), het eerste boek over von Neumann-algebra's, Gauthier-Villars (1957), vertaald van de tweede Franse editie door F. Jellett. North-Holland Mathematical Library, 27. North-Holland Publishing Co., Amsterdam-New York, 1981. xxxviii+437 pp. ISBN 0-444-86308-7